# Věra Kovářová
Věra Kovářová (* 20. ledna 1964 Praha) je česká ekonomka a politička, od října 2013 poslankyně Poslanecké sněmovny PČR a od listopadu 2021 její 1. místopředsedkyně, v letech 2008 až 2020 zastupitelka Středočeského kraje a bývalá starostka Chýně.

## Život
Po absolvování gymnázia v Praze (1978 až 1982) vystudovala v letech 1982 až 1987 zahraniční obchod na Vysoké škole ekonomické v Praze (získala titul Ing.). V letech 1990 až 2000 působila jako lektorka pro výuku hospodářské němčiny na European Business School Prague, kde si také doplnila vzdělání (1995 až 1997) v manažerském postgraduálním studiu (získala titul MIM = Master of International Management). Absolvovala doplňkové studium právní němčiny na Univerzitě Karlově. Dlouhodobě se věnovala vyučování německého jazyka a překladům z němčiny do češtiny.
Od roku 2006 působila ve Sdružení místních samospráv ČR, a to na pozici místopředsedkyně. Na ustavující schůzi dne 10.11.2021 byla zvolena místopředsedkyní Poslanecké sněmovny Parlamentu ČR a následně ji předsedkyně Poslanecké sněmovny Markéta Pekarová Adamová určila první místopředsedkyní.
Věra Kovářová je vdaná a má jednu dceru. Ve volném čase hraje na flétnu, ráda plave, poznává krásy svého kraje či pracuje na zahradě.

## Politické působení
V komunální politice se pokoušela prosadit už při volbách v roce 1998, kdy neúspěšně kandidovala jako nestranička za Stranu konzervativní smlouvy do Zastupitelstva Městské části Praha 7. Uspěla až v komunálních volbách v roce 2006, kdy se dostala do Zastupitelstva obce Chýně v okrese Praha-západ jako nestranička na kandidátce subjektu „Sdružení nezávislých kandidátů - Arbor“. Ve volebním období 2006 až 2010 zároveň působila nejdříve jako místostarostka obce (2006 až 2008) a posléze jako starostka obce (2008 až 2010). Mandát zastupitelky obhájila v komunálních volbách v roce 2010 na kandidátce TOP 09 a STAN a ve volbách 2014 na kandidátce STAN. V únoru 2016 však na mandát zastupitelky obce rezignovala.
Do vyšší politiky vstoupila, když byla jako nestranička zvolena za subjekt „Nezávislí starostové pro kraj“ v krajských volbách v roce 2008 zastupitelkou Středočeského kraje. Mandát krajské zastupitelky obhájila v krajských volbách v roce 2012 na kandidátce TOP 09 a Starostů pro Středočeský kraj a v krajských volbách v roce 2016 na samostatné kandidátce STAN. Ve volbách v roce 2020 mandát krajské zastupitelky rovněž obhajovala, ale neuspěla, stejně jako poté v krajských volbách v roce 2024.
Zúčastnila se rovněž voleb do Senátu PČR v roce 2010, kdy kandidovala za TOP 09 a STAN v obvodu č. 16 – Beroun. Postoupila sice do druhého kola, ale v něm těsně prohrála s Jiřím Oberfalzerem z ODS v poměru 48,12 % ku 51,87 %.
Ve volbách do Poslanecké sněmovny PČR v roce 2010 neúspěšně kandidovala ve Středočeském kraji za TOP 09. V dalších volbách do Poslanecké sněmovny PČR v roce 2013 kandidovala ze třetího místa opět ve Středočeském kraji jako členka STAN na kandidátce TOP 09 a tentokrát byla zvolena.
Na konci března 2014 byla na VI. Republikovém sněmu v Průhonicích u Prahy zvolena místopředsedkyní STAN. Na IX. republikovém sněmu STAN v Praze obhájila dne 25. března 2017 post místopředsedkyně hnutí, hlas jí dalo 108 ze 148 delegátů (tj. 73 %). Stejně tak obhájila post řadové místopředsedkyně hnutí STAN i na X. republikovém sněmu v dubnu 2019. Dostala 129 hlasů od 152 delegátů. Post obhájila i na konci srpna 2021. Na mimořádném sjezdu STAN v červenci 2022 v Hradci Králové již funkci místopředsedkyně neobhájila. Stala se ovšem členkou předsednictva hnutí, post zastávala do května 2025.
Ve volbách do Poslanecké sněmovny PČR v roce 2017 obhájila svůj poslanecký mandát za hnutí STAN ve Středočeském kraji. Ve volbách do Poslanecké sněmovny PČR v roce 2021 kandidovala jako členka hnutí STAN na 7. místě kandidátky koalice Piráti a Starostové ve Středočeském kraji. Vlivem preferenčních hlasů však nakonec skončila třetí, a byla tak opět zvolena poslankyní. Na ustavující schůzi Poslanecké sněmovny PČR se stala dne 10. listopadu 2021 její místopředsedkyní.
Ve volbách do Poslanecké sněmovny PČR v roce 2025 kandiduje na 2. místě kandidátky hnutí STAN ve Středočeském kraji.